# Шиликов, Иван Яковлевич
Иван Яковлевич Шиликов (1888, дер. Зиминка, Тамбовская губерния — 1962) — Герой Социалистического Труда.

## Биография
Родился в крестьянской семье в 1888 году в деревне Зиминка (ныне — Бондарского района Тамбовской области).
В детстве работал подпаском; после революции, получив собственный надел, до 1928 года вёл единоличное хозяйство. Затем создал артель (впоследствии — колхоз «Вперёд» Бондарского, затем Граждановского района), выращивавшую махорку. В 1949 году его звено добилось рекордной урожайности махорки — 71,5 центнера с гектара (наивысший показатель в области).
Избирался депутатом Нащёкинского сельского Совета, областного Совета.

### Трудовой подвиг
Указом Президиума Верховного Совета ССР от 9 июня 1950 года Шиликову Ивану Яковлевичу, звеньевому махорководческого колхоза «Вперёд» Зиминского сельсовета, было присвоено почётное звание Героя Социалистического Труда.

## Награды
- Медаль «Серп и Молот»
- орден Ленина[1].